# Elisabet Stuart
Elisabet (engelska Elizabeth, av huset Stuart), född den 19 augusti 1596 i Falkland Palace, Fife, Skottland, död den 13 februari 1662 i Westminster, London, var kurfurstinna av Pfalz och drottning av Böhmen; gift med Fredrik V av Pfalz. Hon var känd som "Vinterdrottningen", då hennes och makens tid som kung och drottning av Böhmen endast varade en vinter. Hon var dotter till den skotske (sedermera även engelske) kungen Jakob VI (i England Jakob I) och Anne av Danmark.

## Biografi

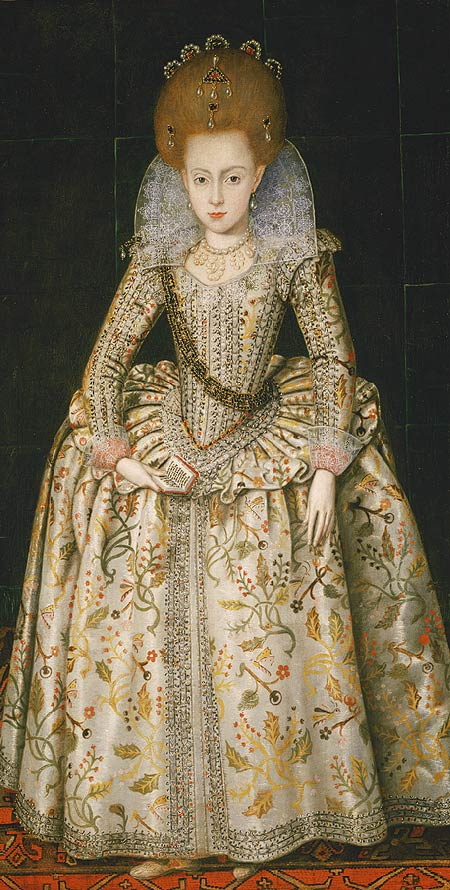
Elisabet Stuart som barn. Målning av Robert Peake den äldre.

Elisabet blev, sedan åtskilliga andra giftermålsplaner av olika skäl övergivits – det var bland annat fråga om Filip III av Spanien och svenske kronprinsen Gustav Adolf, vilkens senare förbindelse det danska inflytandet vid Jakob I:s hov omöjliggjorde – 1612 trolovad med den sedermera så olycklige Fredrik V av Pfalz, samtidigt som kung Jakob slöt förbund med den evangeliska unionens furstar. Bröllopet firades den 14 februari 1613.

### Drottning
Då hennes make 1619 blivit vald till Böhmens kung, följde hon honom i oktober samma år till Prag och visade sig där lika sorglös och praktälskande som förut i Heidelberg. Att det varit hon, som övertalat kurfursten till hans ödesdigra steg att antaga valet, är emellertid obestyrkt. Sedan slaget på Vita berget 1620 berövat Fredrik hans nya tron, måste kungaparet företaga en äventyrlig flykt och fann till sist en fristad i Nederländerna, medan spanska trupper tog ifrån Fredrik även hans pfalziska arvland.

### Senare liv
En ridderlig förkämpe fick Elisabet i sin frände, Kristian av Braunschweig, men han dog 1626, utan att ha lyckats återerövra Pfalz. Elisabet blev änka 1632 och ägnade sig sedan helt åt att söka återförskaffa kurfurstendömet åt sin äldste son, Karl Ludvig. Dennes otacksamhet, sedan han 1648 genom westfaliska freden återfått Rhenpfalz, samt slitningar mellan henne och hennes döttrar ökade för Elisabet landsflyktens bitterhet.
Efter Karl II:s tronbestigning i England (1660) begav hon sig dit, men mottogs mycket kyligt av sin brorson och måste till en början anlita den gästfrihet, som erbjöds av hennes trofaste vän under landsflykten, earlen av Craven. Genom sin yngsta dotter Sofia, moder till Georg I, blev Elisabet stammoder för det hannoverska huset i Storbritannien och Irland. I England var Elisabet alltid mycket uppburen och betraktades som en martyr för protestantismens sak.